# Limba mielului
Limba mielului (Borago officinalis sau Echium amoenum) este o plantă erbacee anuală, originară din Siria, naturalizată în regiunile mediteraneene, în aproape toată Europa, nordul Africii și Iran.
Numele plantei, în multe limbi europene, poate fi urmărit începând cu latina evului mediu, de la termenul borrago. Se crede că acesta din urmă provine din limba arabă, probabil din abu buraq, care se traduce prin tatăl asprimii.
Tulpinile ating înălțimea de 60–100 cm și este acoperită cu perișori albi, tari, sunt ramuroase, scobite în interior și suculente. Frunzele sunt mari, ridate, de culoare verde închis, ovale și ascuțite la vârf, de circa 5-15 cm lungime și 5 cm lățime. Florile sunt mici, au culoare albastru strălucitor sau roz și formă de stea, cu cinci petale triunghiulare, distingându-se de orice plantă din aceeași familie prin staminele negre, proeminente, care sunt îngramădite în centrul florii. Produce o mulțime de semințe și astfel continuă să crească și să se răspândească prolific din locul în care a fost semănată sau plantată. În locuri cu climate  blânde, limba mielului înflorește pe tot parcursul anului. Fructul constă în patru nucșoare mici de culoare brun foarte închis.
Limba mielului conține alcaloizi pirolizidinici, o parte din ei fiind hepatotoxici, tumorigenici și cancerigeni.

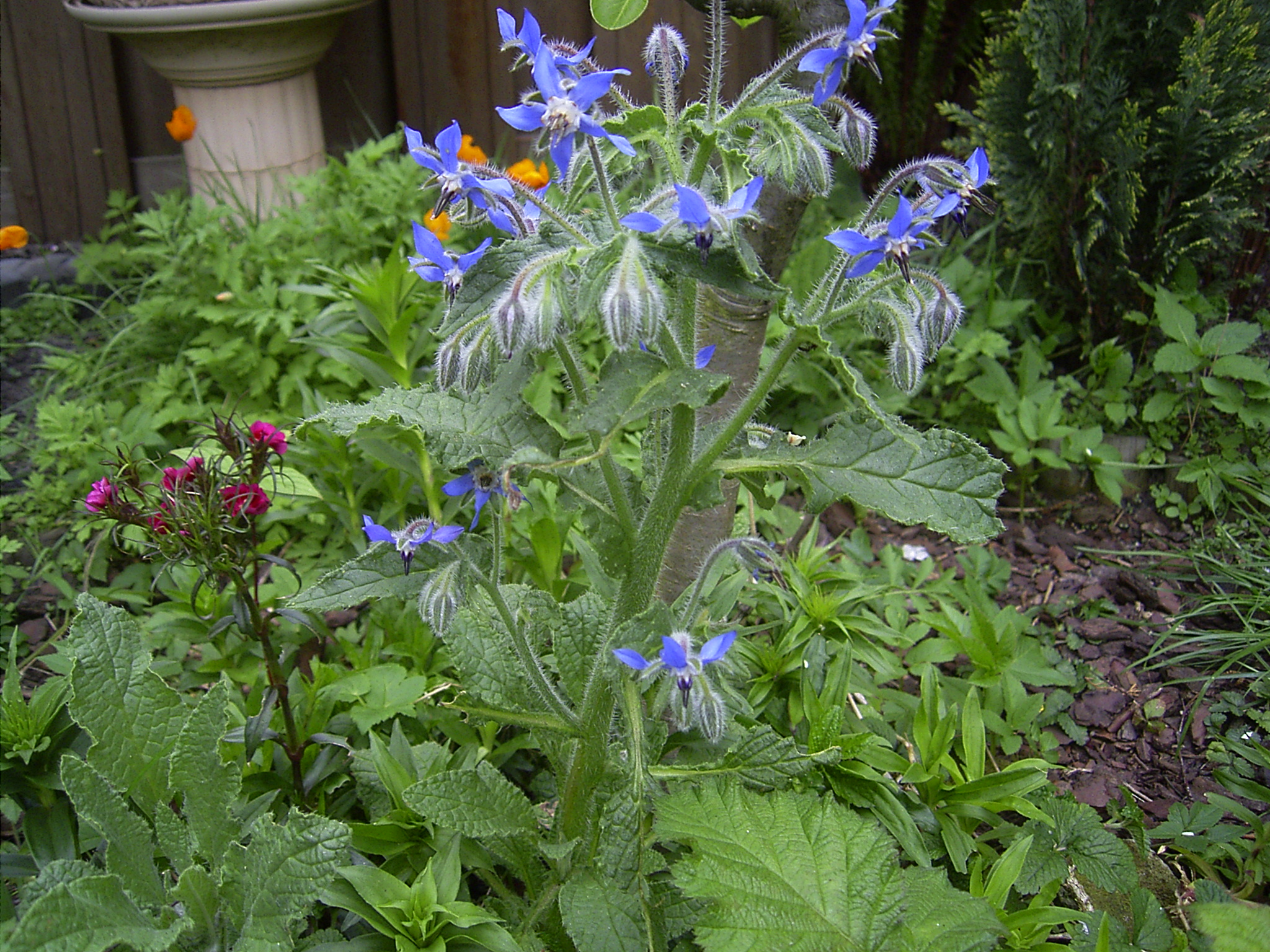
Limba mielului